# Language binding
En programació i disseny de programari, un enllaç de llenguatge (en anglès language binding) és una interfície de programació d'aplicacions que proporciona glue code (codi font que adapta codi) elaborat de manera específica per a permetre que un llenguatge de programació utilitzi una biblioteca aliena o un servei d'un sistema operatiu que no és natiu d'aquell llenguatge. Es realitza quan es compila el programari, totes les funcions requerides en el codi han de ser enllaçades abans que s'executi el programari.